# 狮心理查城堡

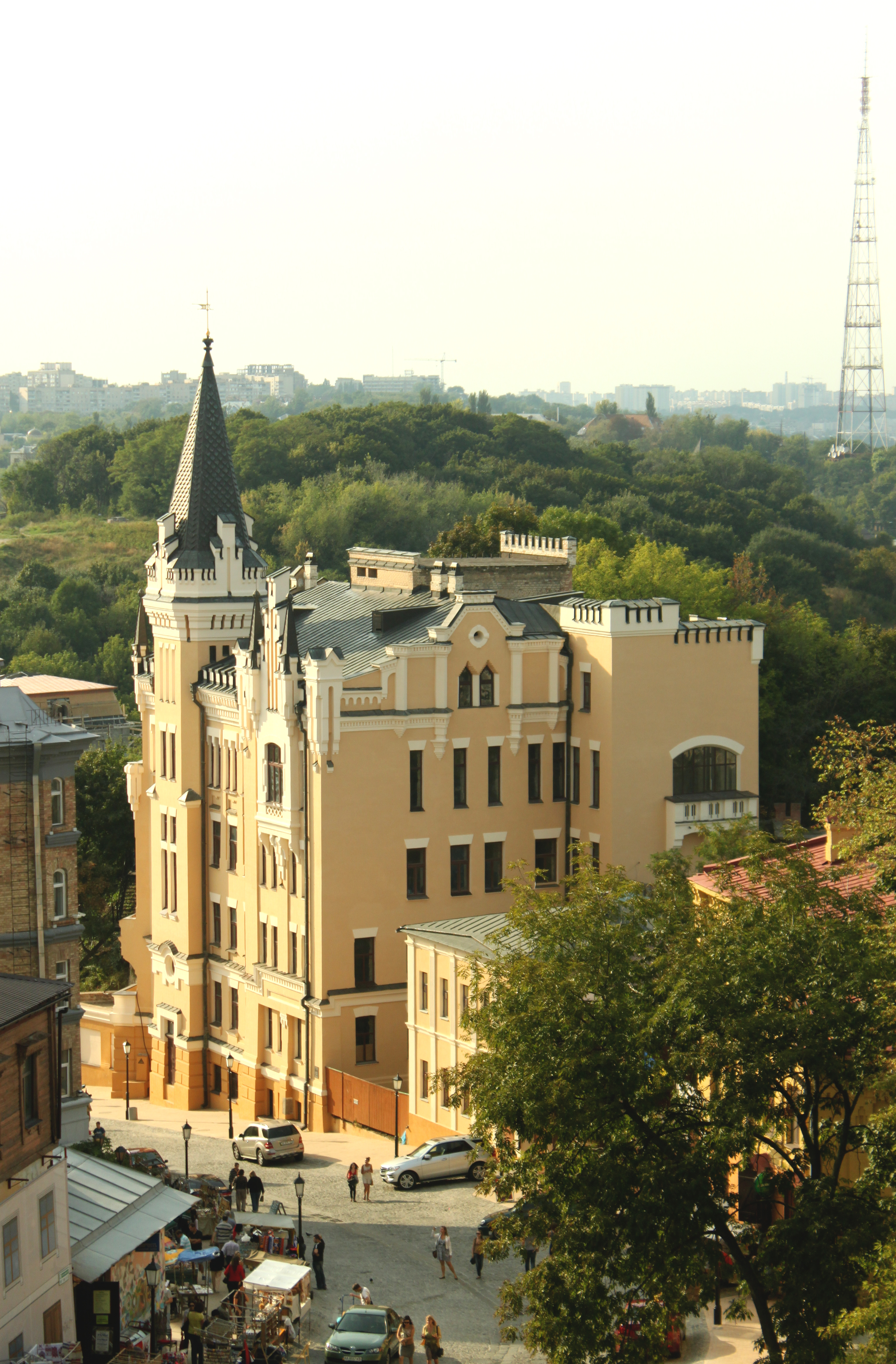

狮心理查城堡（烏克蘭語：Замок Річарда — Левине серце）是乌克兰首都基辅波迪尔区历史街区安德烈斜坡15号，也是这条街最著名的一座建筑。
建筑得名于作家维克托·涅克拉索夫，具有哥德复兴式建筑风格，具有中世纪城堡典型的外观装饰，让人想起狮心理查的城堡。 房屋的建造者是基辅实业家德米特里·奥尔洛夫。

## 历史

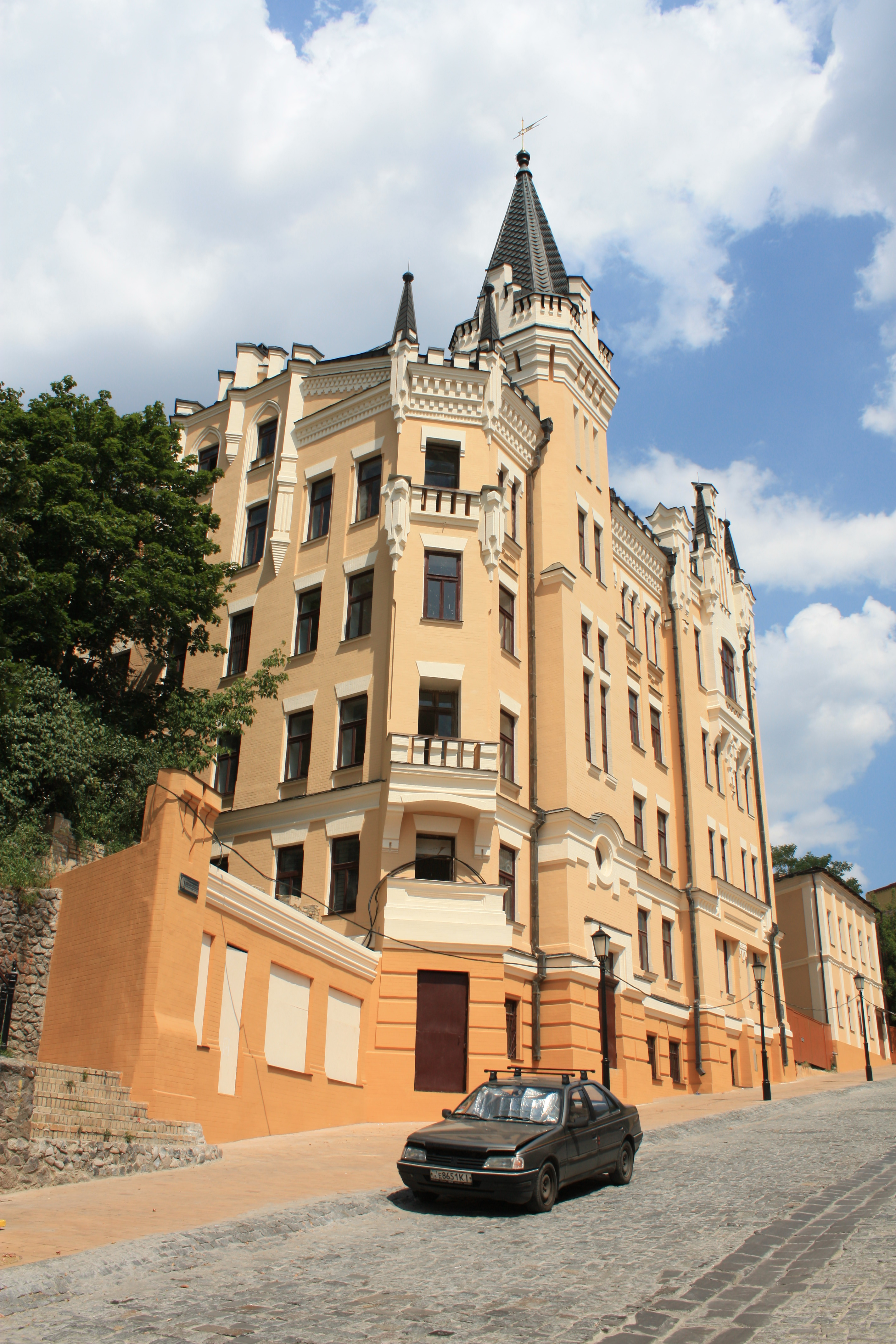

该建筑由建筑师 R. 马菲尔德建于1902年至1904年间，是一座五层楼的公寓楼，充满传奇色彩。1904年，这座房子还没完工，突然着火。1911年建筑商在西伯利亚被枪杀后，他负债累累的遗孀用最便宜的工人完成了房子，又以 114,000 金卢布的价格拍卖。很快租户，包括乌克兰艺术家赫里霍里· 佳琴科、费奥多尔·彼得罗维奇·巴拉温斯基、F. 克拉西斯基和 I. 马库申科，都听到诡异的声音。后来发现这是由不同直径的供暖和通风管道中的气流引起的，工人们安装这些管道是为了报复建筑商寡妇的低薪。然而，此时“鬼城堡”的名声已经广为流传。十月革命之后，这座建筑被收归国有，再次用作公寓。从1983年到1993年，房屋空置，地下室开设理发店、肉铺和杂货店。这所房子目前正在改建为酒店。同在安德烈斜坡的一条街博物馆，展出属于狮心理查城堡居民的个人物品和艺术品，以及建筑物的照片和平面图。